# Cadea
Cadea is een geslacht van wormhagedissen uit de familie Cadeidae.

## Naam en indeling
De wetenschappelijke naam van de groep werd voor het eerst voorgesteld door John Edward Gray in 1844. Er zijn twee soorten, die beiden reeds in 1916 werden beschreven. Vroeger werden ze tot de echte wormhagedissen uit het geslacht Amphisbaena  gerekend.

### Soorten
Het geslacht omvat de volgende soorten, met de auteur en het verspreidingsgebied.
| Naam               | Auteur          | Verspreidingsgebied |
| ------------------ | --------------- | ------------------- |
| Cadea blanoides    | Stejneger, 1916 | Cuba                |
| Cadea palirostrata | Dickerson, 1916 | Cuba                |

## Verspreiding en habitat
De hagedissen leven in het Caribisch Gebied en komen endemisch voor op Cuba. De habitat bestaat uit vochtige tropische en subtropische laaglandbossen, agrarische gebieden en weilanden.

## Beschermingsstatus
Door de internationale natuurbeschermingsorganisatie IUCN is aan beide soorten een beschermingsstatus toegewezen. De hagedissen worden beschouwd als 'veilig' (Least Concern of LC).